# Список Народных героев Югославии/Я
В настоящем списке в алфавитном порядке представлены все Народные герои Югославии, чьи фамилии начинаются с буквы «Я» (всего 23 человека). В списке указаны даты присвоения звания и даты жизни Героев.
- Серым цветом в таблице выделены Герои, награждённые орденом Народного героя посмертно.

## Список Народных героев Югославии, фамилии которых начинаются с «Я»
| № п/п | Фото | Фамилия, Имя           | Дата присвоения звания | Годы жизни                       |
| ----- | ---- | ---------------------- | ---------------------- | -------------------------------- |
| 1301  |      | Яворина-Вуйович, Савка | 9 октября 1953         | 4 августа 1918 — 19 января 2002  |
| 1302  |      | Якич, Анте             | 27 июля 1953           | 11 июля 1914 — 22 мая 1942       |
| 1303  |      | Якич, Велимир          | 20 декабря 1951        | 8 октября 1911 — 3 октября 1946  |
| 1304  |      | Якопич, Алберт         | 6 июля 1945            | 24 ноября 1914—1996              |
| 1305  |      | Якшич, Павле           | 20 декабря 1951        | 2 декабря 1913 — 4 февраля 2005  |
| 1306  |      | Янежич, Вида           | 22 июля 1953           | 6 июня 1914 — 5/6 октября 1944   |
| 1307  |      | Янич, Владо            | 20 декабря 1951        | 14 июля 1904 — 4 мая 1991        |
| 1308  |      | Янкес, Грга            | 24 июля 1953           | 12 марта 1906 — 11 ноября 1974   |
| 1309  |      | Янков, Благоя          | 11 октября 1951        | 3 июня 1911 — июнь 1944          |
| 1310  |      | Янкович, Блажо         | 10 июля 1953           | 7 марта 1910 — 4 февраля 1996    |
| 1311  |      | Янкович, Бошко         | 20 декабря 1951        | 1910—1943                        |
| 1312  |      | Янкович, Велько        | 27 ноября 1953         | 1911—1974                        |
| 1313  |      | Янкович, Глиша         | 27 ноября 1953         | 1913—1944                        |
| 1314  |      | Янкович, Йово          | 24 июля 1953           | 1919—1942                        |
| 1315  |      | Янкович, Равийойла     | 20 декабря 1951        | 1919 — 3 ноября 1942             |
| 1316  |      | Янкович, Филип         | 27 ноября 1953         | 1886—1942                        |
| 1317  |      | Янчар, Лизика          | 27 ноября 1953         | 27 октября 1919 — 20 марта 1943  |
| 1318  |      | Яничиевич, Радислав    | 6 июля 1953            | 1917—1943                        |
| 1319  |      | Янюшевич, Обрен        | 7 июля 1953            | 1923 — 23 июля 1944              |
| 1320  |      | Янянин, Раде           | 27 ноября 1953         | 7 апреля 1919 — май 1943         |
| 1321  |      | Яукович, Данило        | 13 марта 1945          | 1918—1977                        |
| 1322  |      | Яхич, Сульо            | 23 июля 1952           | 5 января 1922 — 18 декабря 1942  |
| 1323  |      | Яхич, Фадил            | 13 марта 1945          | 24 ноября 1910 — 20 февраля 1942 |